# Hemelboomfamilie
De hemelboomfamilie (Simaroubaceae, voorheen ook wel met de spelling Simarubaceae) is een familie van bedektzadigen. Het zijn houtige planten: struiken en bomen. Deze komen voor in de tropen en subtropen, met enkele vertegenwoordigers in gematigde streken.
De familie is in Nederland het meest bekend van de hemelboom (Ailanthus altissima), een bekende onkruidboom, die wereldwijd te vinden is in steden. Het geveerd samengestelde blad is typerend voor deze en verwante families.
De familie is de afgelopen decennia het toneel geweest van veel taxonomische speculaties en wijzigingen. Als gevolg daarvan is niet heel duidelijk hoe groot de familie is: ze zal de honderd soorten niet te boven gaan, maar haalt misschien nog niet de helft daarvan.
Bekende geslachten zijn:
- Ailanthus Desf.
- Brucea J.F.Mill.
- Quassia L.
- Simarouba Aubl.